# Strobilanthes ridleyi
Strobilanthes ridleyi är en akantusväxtart som beskrevs av Merrill. Strobilanthes ridleyi ingår i släktet Strobilanthes och familjen akantusväxter. Inga underarter finns listade i Catalogue of Life.